# یوجی کیمورا
یوجی کیمورا (انگلیسی: Yuji Kimura؛ زادهٔ ۵ اکتبر ۱۹۸۷) بازیکن فوتبال اهل ژاپن است.
از باشگاه‌هایی که در آن بازی کرده‌است می‌توان به باشگاه فوتبال کاوازاکی فرونتال اشاره کرد.